# Li Hongzhi
Li Hongzhi (Gongzhuling, provincia de Jilin, 13 de mayo de 1951 o el 7 de julio de 1952) es el fundador de Falun Gong, también conocido como Falun Dafa, un nuevo movimiento religioso. Li comenzó sus enseñanzas públicas de Falun Gong el 13 de mayo de 1992 en Changchun, y posteriormente dio conferencias y enseñó ejercicios de Falun Gong por toda China. 
En 1995 Li comenzó a enseñar Falun Gong en el extranjero, y en 1998 se estableció como residente permanente en Estados Unidos. El movimiento Falun Gong de Li ganó una gran popularidad en la década de los 90, incluso en los círculos gubernamentales y de qigong. En el año 1999, el gobierno chino estimaba que había setenta millones de personas practicando Falun Gong. A pesar de ello, fue reprimido por el gobierno chino desde julio de 1999. 
Li ha sido nominado al Premio Nobel de la Paz, y el Parlamento Europeo lo nominó al Premio Sájarov a la Libertad de Conciencia. También fue galardonado con el Premio Internacional a la Libertad Religiosa de Freedom House.

## Biografía
En 1984, Li empezó a sintetizar las enseñanzas que había recibido de varios maestros en lo que se convertiría en Falun Gong. La práctica no sería exactamente igual a la que le habían transmitido, ya que aquellos sistemas no eran adecuados para ser "popularizados a gran escala". Li empezó a observar los métodos de enseñanza de otros maestros de qigong, y en 1989 ya había finalizado su sistema de qigong. Se dice que durante los tres años siguientes, hasta 1992, Li empezó a probar el sistema con un pequeño grupo de alumnos.
El 13 de mayo de 1992, Li Hongzhi dio su primer seminario público sobre Falun Gong (también llamado Falun Dafa) en la ciudad de Changchun al nordeste de China. Su método, aprobado oficialmente por la Sociedad de Investigación Científica del Qigong de China, obtiene un rápido éxito. Recibe, en particular, dos distinciones en las Ferias de la Salud del Oriente de 1992 y 1993.
En esta época, Li desarrolló una relación positiva con el Ministerio de Seguridad Pública (MPS). En 1993, atendió a 100 policías que habían sido heridos en el trabajo, lo que le valió el reconocimiento de una organización del MPS. Li dio conferencias en la Universidad de Seguridad Pública en Beijing en 1994, y contribuyó con las ganancias de los seminarios a una fundación para oficiales de policía heridos. La ceremonia de publicación del libro de Li, Zhuan Falun, se llevó a cabo en el auditorio del Ministerio de Seguridad Pública en enero de 1995.

## Vida en el extranjero
Li Hongzhi comenzó a enseñar internacionalmente Falun Gong en marzo de 1995. La primera parada fue en París donde, por invitación del embajador chino, mantuvo un seminario en la embajada de la RP. de China. Fue seguido por lecciones en Suecia en mayo de 1995. Entre 1995 y 1999, Li dio lecciones en Estados Unidos, Canadá, Australia, Nueva Zelanda, Alemania, Suiza, y Singapur.
Al mismo tiempo que la práctica comenzó a proliferar fuera de China, Li Hongzhi comenzó a recibir reconocimiento en Estados Unidos y otros lugares de Occidente. En 1996, la ciudad de Houston proclamó a Li como ciudadano honorífico y embajador de buena voluntad por su "servicio público desinteresado para el bienestar y beneficio de la humanidad". En mayo de 1999, Li fue bienvenido en Toronto con felicitaciones del alcalde y del gobernador provincial general, y en los dos meses que siguieron también recibió reconocimiento de las ciudades de Chicago y San José.
Li Hongzhi vive de los recursos percibidos por los derechos de autor de sus libros. Se trasladó a los Estados Unidos en 1996 con su mujer y su hija, y en 1998 obtuvo la residencia permanente legal, instalándose en Nueva York.
El 29 de julio de 1999, tras la prohibición de Falun Gong, el Ministerio de Seguridad Pública de China presentó una serie de cargos contra Li, entre ellos el de "perturbación del orden público", y emitió una circular en la que indicaba su condición de buscado y presionaba para su detención. En aquel momento, Li Hongzhi vivía en Estados Unidos. La solicitud del gobierno chino a Interpol para su detención fue rechazada por tratarse de un asunto "de carácter político o religioso" y carecer de información sobre cualquier "delito de derecho común que hubiera cometido". El gobierno chino también revocó su pasaporte, impidiéndole viajar internacionalmente.
Hasta abril de 2001, Falun Gong y Li Hongzhi recibieron más de 340 premios y proclamaciones en varios países incluyendo Rusia, Japón y China (antes de 1999) "en reconocimiento a su extraordinaria contribución al bienestar físico y espiritual de las personas y a la libertad de conciencia en el mundo." La Freedom House premió a Li y a Falun Gong con el Premio Internacional a la Libertad Religiosa por el progreso de la libertad religiosa y espiritual en una ceremonia en el Senado de Estados Unidos. El fundador de Falun Gong también fue nominado al Premio Nobel de la Paz, y en septiembre de ese mismo año, el Parlamento europeo decidió nominar a Li Hongzhi al premio Sájarov de libertad de conciencia.
Según Freedom House, "en la actualidad, los ciudadanos chinos que practican Falun Gong viven bajo la amenaza constante de secuestro y tortura. El nombre de la práctica, su fundador, el Sr. Li Hongzhi, y una amplia variedad de homónimos se encuentran entre los términos más censurados en la Internet china. Cualquier mención en los medios de comunicación estatales o por parte de los diplomáticos chinos está inevitablemente acompañada de etiquetas demonizadoras".

## Vínculos con otras organizaciones
Li también ha estado asociado al grupo de artes escénicas Shen Yun ("Ritmo Divino"), y a las organizaciones de medios The Epoch Times y New Tang Dynasty Television, que funcionan como extensiones de Falun Gong. Han promovido las creencias filosóficas de Falun Gong y teorías conspirativas Li ha declarado en una entrevista para la revista Time que cree que los alienígenas trajeron la tecnología moderna a la humanidad, y que su objetivo era reemplazar a la humanidad con clones. Cuando le preguntaron si era un ser humano, Li respondió: «Puedes pensar en mí como un ser humano». Sobre esta entrevista, Li luego dijo que estaba «intentando ser metafórico». Además ha expresado abiertamente que cree que la evolución es un fraude, que las personas de diferentes razas estarán separadas en el Cielo y que la homosexualidad y la promiscuidad son antinaturales.